# ソドムを去るロトとその娘たち
『ソドムを去るロトとその娘たち』（ソドムをさるロトとそのむすめたち、伊: Lot e le sue figlie lasciano Sodoma、英: Lot and His Daughters Leaving Sodom）は、17世紀イタリア・バロック期のボローニャ派の巨匠グイド・レーニがキャンバス上に油彩で制作した絵画で、レーニがローマ滞在からボローニャに戻った1614-1615年ごろに描かれた。『旧約聖書』「創世記」 (第
19章30-38) にあるロトの逸話を主題としている。1640年にローマのランチェッロッティ宮殿で最初に記録されている本作は、1844年にロンドン・ナショナル・ギャラリーが購入して以来、同美術館に所蔵されている。

## 主題
「創世記」の記述によると、ソドムとゴモラの町は悪徳と淫乱に満ちていた。ロトが移り住んでいたソドムは男色がはびこっていたため、神はゴモラとともに滅ぼそうとした。それを聞いたアブラハムはロトを救うために必死で神と交渉する。神は、ソドムを滅ぼす前に2人の天使を派遣して、様子を見ることにした。
ロトに歓待された天使たちは、彼に神がソドムを滅ぼそうとしているので、すぐ脱出しなくてはならないことを告げる。そして、ロトとその妻、娘たちに脱出する際、決して後ろを振り返ってはならないと忠告した。ロットの家族がソドムを去ると、神は硫黄と火をソドムとゴモラに降らせ、2つの町を焼き尽くした。この時、ロトの妻だけは後ろを振り返ってしまったので、塩の柱となってしまう。ロトと2人の娘たちは山の洞窟に身を寄せ、なんとか生き延びることができた。その後、ロトの娘たちは子孫が絶えることを危惧して、それぞれ父親を酔わせて交わり、彼の子供を産んだ。

## 作品
この主題は、禁忌を表しつつ正しい道徳を提供するものであるためにトレント公会議以降のヨーロッパで新たな人気を博した。多くの画家たちはこの主題を官能性と裸体を描く口実として捉えたが、レーニはそのような傾向から距離を置いている。彼は本作で2つの先例を参照している。ボローニャの代表的教会で、彼もよく知っていたサン・ペトロニオ教会の正面扉口にある浮彫と、ヴァチカン宮殿を飾る『旧約聖書』のフレスコ画連作 (ラファエロの意匠による) の1場面である。
ソドムの町から逃げている途中のロトの家族は完全に衣服を纏った、素面で貞潔な存在として表現されている。彼らは言葉を交わしながら、次の行動を考えている。中央にいるロトは酔ってだらしない老人ではなく、力強い家長である。左側の娘が持つ、おそらくワインで満たされた壺と、もう1人の娘の妊娠しているように見える腹部は、来るべき父と娘の出来事を微妙に示唆しているのかもしれない。本作には背景で燃えるソドムの町、塩の柱と化したロトの妻など17世紀のほかの同主題作に見られる物語的要素が欠如している。
本作は、レーニが約十年を過ごしたローマで描いた名高いフレスコ画『アウローラ』 (パッラヴィチーニ＝ロスピッリオージ宮殿、ローマ) とほぼ同時期のものである。彫刻的人物像や堅固な絵具の扱いなどは彼がローマで発展させた様式を表している。不透明な色彩と暗い背景、等身大の半身の人物像などは、レーニがローマで試みたカラヴァッジョの様式の影響なのかもしれない。しかし、娘たちの陶器のような古典的容貌はカラヴァッジョの徹底した自然主義とは大きく隔たっており、右側の娘の衣服に見られるパステル的な色調もまた同様である。このようなパステル的な色調は、本作以降のレーニの作品でずっと支配的なものになっていく。